# Libbhults ängars naturreservat
Libbhults ängar är ett naturreservat i Uppvidinge kommun i Kronobergs län.
Området är skyddat sedan år 1971 men utökades 2009 till att nu omfatta 37 hektar. Det är beläget väster om Klavreström och består främst av slåtteräng, naturbetesmark och odlingslandskap.

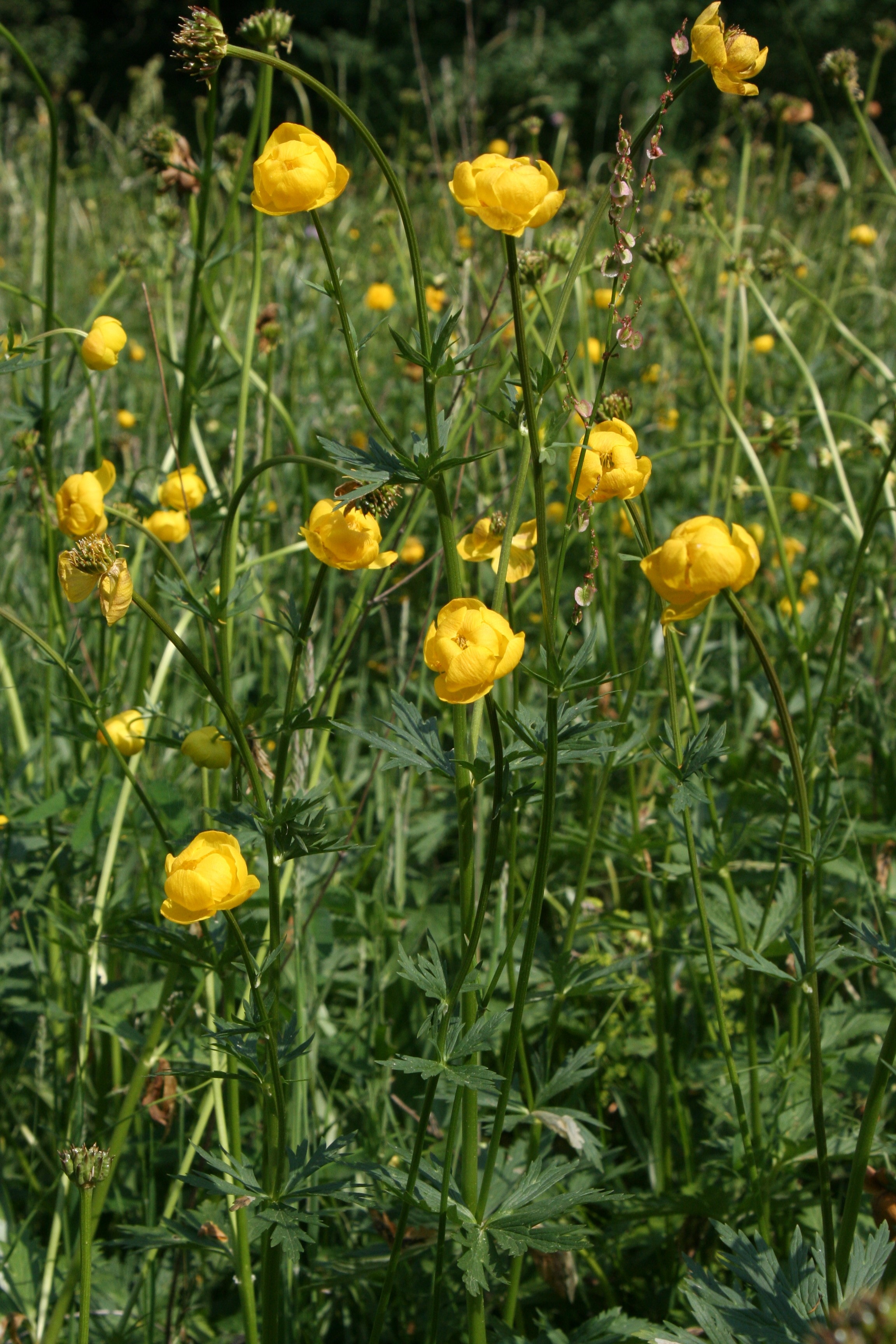
Smörbollar

Slåttermark har tidigare dominerat området. Nu sköts det genom både bete och slåtter. Det finns även skogspartier och en bäckravin. Inom betesmarkerna växer hagmarksekar, lindar och enstaka ekar. Områdena som sköts med slåtter har en rik flora. Där kan man finna granspira, orkidéer, smörbollar, slåttergubbe, slåtterblomma, solvända och många andra arter.
Genom reservatet leder markerade strövstigar. 